# چارلز هارلسون
چارلز وُید هارلسون مجرم جرائم سازمان یافته بوده که مرتکب قتل قاضی جان وود جونیور، اولین قاضی به قتل رسیده در قرن بیستم، شده بود. وی پدر بازیگر سینمای آمریکا، وودی هارلسون بود.
در ۴ ژوئیه ۱۹۹۴ وی به همراه سه زندانی دیگر تصمیم به فرار از زندان می‌گیرند که با شلیک اخطار از سوی برجک نگهبانی روبه‌رو شده و در نهایت تحت محاصره قرار می‌گیرند. وی را چندی بعد به زندان فوق امنیتی ای‌دی‌اکس فلورنس منتقل می‌کنند. در نامه‌ای به یکی از دوستانش، چارلز از اینکه در یک زندان فوق امنیتی به سر می‌برد احساس رضایت کرده و زندگی‌اش را در این زندان لذت‌بخش توصیف می‌کند.
در روز پانزدهم ماه مارس سال ۲۰۰۷ وی را بی‌حرکت در سلول می‌یابند. علت مرگ او را بیماری شریان‌های کرونری اعلام کردند.